# Myrmecethelum camponotorum
Myrmecethelum camponotorum là một loài chân đều trong họ Eubelidae. Loài này được Verhoeff miêu tả khoa học năm 1942.